# Eleição municipal de São Luís em 1996
A eleição municipal de São Luís em 1996 ocorreu em 3 de outubro do mesmo ano, para a eleição de um prefeito, um vice-prefeito e mais 21 vereadores. A atual prefeita é Conceição Andrade do PSB que terminaria seu mandato em 1 de janeiro de 1997. O ex-prefeito Jackson Lago do PDT foi eleito prefeito em segundo turno com 56,84%, contra os 43,16% do candidato apoiado por Conceição Andrade João Castelo do PPB. Jackson Lago governou a cidade pelo período de 1º de janeiro de 1997 a 31 de dezembro de 2000.

## Candidatos(as)
| Cor | Nº | Candidato(a) a prefeito | Candidato(a) a prefeito                                | Candidato(a) a vice-prefeito                                           | Candidato(a) a vice-prefeito | Coligação |
| --- | -- | ----------------------- | ------------------------------------------------------ | ---------------------------------------------------------------------- | --- | --- |
|     | 45 |                         | Afonso Manoel (PSDB) Afonso Manoel Borges              |                                                                        | Não disponível | não conhecido - Partido da Social Democracia Brasileira (PSDB) - Partido do Movimento Democrático Brasileiro (PMDB) - Partido Trabalhista do Brasil (PTdoB) - Partido da Reconstrução Nacional (PRN) |
|     | 28 |                         | Antônia Sinhorinha (PRTB) Antônia Sinhorinha Silva     | Partido não coligado - Partido Renovador Trabalhista Brasileiro (PRTB) | Não disponível | |
|     | 65 |                         | Eurico Fernandes (PCdoB) Eurico Fernandes da Silva     | Partido não coligado - Partido Comunista do Brasil (PCdoB)             | Não disponível | |
|     | 12 |                         | Jackson Lago (PDT) Jackson Lago                        |                                                                        | Domingos Dutra (PT) Domingos Francisco Dutra Filho | Frente Ampla por São Luís - Partido Democrático Trabalhista (PDT) - Partido dos Trabalhadores (PT) - Partido Popular Socialista (PPS) - Partido Trabalhista Nacional (PTN) - Partido Trabalhista Brasileiro (PTB)                                                                                          |
|     | 11 |                         | João Castelo (PPB) João Castelo Ribeiro Gonçalves      |                                                                        | Juarez Medeiros (PSB) Juarez Medeiros Filho | União por São Luís - Partido Progressista Brasileiro (PPB) - Partido Socialista Brasileiro (PSB) - Partido Liberal (PL) - Partido Social Liberal (PSL) - Partido Social Cristão (PSC) - Partido Social Democrata Cristão (PSDC) - Partido Social Trabalhista (PST) - Partido da Mobilização Nacional (PMN) |
|     | 16 |                         | Marcos Silva (PSTU) Marcos Antônio Silva do Nascimento | Não disponível                                                         | Partido não coligado - Partido Socialista dos Trabalhadores Unificado (PSTU) | |
|     | 41 |                         | Pedro Fernandes (PSD) Pedro Fernandes Ribeiro          | Não disponível                                                         | não conhecido - Partido Social Democrático (PSD) - Partido da Frente Liberal (PFL) - Partido Republicano Progressista (PRP) - Partido dos Aposentados da Nação (PAN) - Partido da Reedificação da Ordem Nacional (PRONA) | |
|     | 43 |                         | Worlon Fontinele (PV) Antônio Worlon Fontinele         | Não disponível                                                         | Partido não coligado - Partido Verde (PV) | |

## Resultado da eleição para prefeito
| 1º Turno 3 de outubro de 1996 | 1º Turno 3 de outubro de 1996 | 1º Turno 3 de outubro de 1996 | 1º Turno 3 de outubro de 1996 |
| Candidato(a)                  | Vice                          | Votação                       | Votação                       |
| Candidato(a)                  | Vice                          | Total                         | Porcentagem                   |
| ----------------------------- | ----------------------------- | ----------------------------- | ----------------------------- |
| Jackson Lago (PDT)            | Domingos Dutra (PT)           | 146.091                       | 48,19%                        |
| João Castelo (PPB)            | Juarez Medeiros (PSB)         | 111.311                       | 36,71%                        |
| Pedro Fernandes (PSD)         | Não disponível                | 22.634                        | 7,47%                         |
| Afonso Manoel (PSDB)          | Não disponível                | 18.138                        | 5,98%                         |
| Antônia Sinhorinha (PRTB)     | Não disponível                | 3.025                         | 1,00%                         |
| Worlon Fontinele (PV)         | Não disponível                | 933                           | 0,31%                         |
| Marcos Silva (PSTU)           | Não disponível                | 695                           | 0,23%                         |
| Eurico Fernandes (PCdoB)      | Não disponível                | 348                           | 0,11%                         |
| Total de votos válidos        | Total de votos válidos        | 303.175                       | 100,00%                       |
| Votos apurados                |                               |                               |                               |
| Votos válidos                 | Votos válidos                 | 303.175                       | 93,16%                        |
| Votos em branco               | Votos em branco               | 4.310                         | 1,32%                         |
| Votos nulos                   | Votos nulos                   | 17.949                        | 5,52%                         |
| Total de votos apurados       | Total de votos apurados       | 325.434                       | 100,00%                       |
| Eleitores                     |                               |                               |                               |
| Comparecimento                | Comparecimento                | 325.434                       | 73,87%                        |
| Abstenções                    | Abstenções                    | 115.097                       | 26,13%                        |
| Total de eleitores            | Total de eleitores            | 440.531                       | 100,00%                       |

| Partido | Partido | Candidato        | Votos   | Votos (%) |
| ------- | ------- | ---------------- | ------- | --------- |
|         | PDT     | Jackson Lago     | 146 091 | 48,19%    |
|         | PPB     | João Castelo     | 111 311 | 36,72%    |
|         | PSD     | Pedro Fernandes  | 22 634  | 7,47%     |
|         | PSDB    | Afonso Manoel    | 18 138  | 5,98%     |
|         | PRTB    | Antônia Silva    | 3 025   | 1%        |
|         | PV      | Worlon Fontinele | 933     | 0,31%     |
|         | PSTU    | Marcos Silva     | 695     | 0,23%     |
|         | PCdoB   | Eurico Fernandes | 348     | 0,11%     |
| Totais  | Totais  | Totais           | 303 175 |           |

| 2º Turno 15 de novembro de 1996 | 2º Turno 15 de novembro de 1996 | 2º Turno 15 de novembro de 1996 | 2º Turno 15 de novembro de 1996 |
| Candidato(a)                    | Vice                            | Votação                         | Votação                         |
| Candidato(a)                    | Vice                            | Total                           | Porcentagem                     |
| ------------------------------- | ------------------------------- | ------------------------------- | ------------------------------- |
| Jackson Lago (PDT)              | Domingos Dutra (PT)             | 169.015                         | 56,84%                          |
| João Castelo (PPB)              | Juarez Medeiros (PSB)           | 128.347                         | 43,16%                          |
| Total de votos válidos          | Total de votos válidos          | 297.362                         | 100,00%                         |
| Votos apurados                  |                                 |                                 |                                 |
| Votos válidos                   | Votos válidos                   | 297.362                         | 96,62%                          |
| Votos em branco                 | Votos em branco                 | 2,832                           | 0,92%                           |
| Votos nulos                     | Votos nulos                     | 7.566                           | 2,46%                           |
| Total de votos apurados         | Total de votos apurados         | 307.760                         | 100,00%                         |
| Eleitores                       |                                 |                                 |                                 |
| Comparecimento                  | Comparecimento                  | 307.760                         | 69,86%                          |
| Abstenções                      | Abstenções                      | 132.771                         | 30,14%                          |
| Total de eleitores              | Total de eleitores              | 440.531                         | 100,00%                         |

| Partido | Partido | Candidato    | Votos   | Votos (%) |
| ------- | ------- | ------------ | ------- | --------- |
|         | PDT     | Jackson Lago | 169 015 | 56,84%    |
|         | PPB     | João Castelo | 128 347 | 43,16%    |
| Totais  | Totais  | Totais       | 297 362 |           |

## Vereadores eleitos
Representação eleita
  PDT: 3
  PSB: 2
  PPB: 2
  PMN: 2
  PSDB: 2
  PMDB: 2
  PT: 2
  PFL: 1
  PSD: 1
  PL: 1

Fonteː
| Vereadores eleitos   | Partido | Votação | %    |
| Chico Carvalho       | PSB     | 6.644   | 2,28 |
| José Joaquim         | PPB     | 4.778   | 1,64 |
| Pavão Filho          | PSB     | 4.752   | 1,63 |
| Silvino Abreu        | PMN     | 3.746   | 1,28 |
| Sebastião Costa      | PFL     | 3.625   | 1,24 |
| Lourival Mendes      | PSDB    | 3.608   | 1,24 |
| Benedito Pires       | PPB     | 3.565   | 1,22 |
| Albino Soeiro        | PMN     | 3.404   | 1,17 |
| Ivan Sarney          | PMDB    | 3.356   | 1,15 |
| Helena Heluy         | PT      | 3.221   | 1,10 |
| Ribamar Serra        | PMDB    | 3.062   | 1,05 |
| Jairzinho da Silva   | PSD     | 2.878   | 0,99 |
| Chico Poeta          | PDT     | 2.637   | 0,90 |
| Tadeu Palácio        | PDT     | 2.527   | 0,87 |
| João Batista Botelho | PDT     | 2.428   | 0,83 |
| Moreira Abreu        | PL      | 2.422   | 0,83 |
| Miécio Miranda       | PSDB    | 2.365   | 0,81 |
| Joan Botelho         | PT      | 1.962   | 0,67 |